# John Wesley Jarvis
Pour les articles homonymes, voir John Jarvis (homonymie).
John Wesley Jarvis, né le 1er juillet 1781 à South Shields (Angleterre, Grande-Bretagne) et mort le 12 janvier 1840 à New York (États-Unis), est un peintre américain.

## Biographie
John Wesley Jarvis naît le 1er juillet 1781 à South Shields en Angleterre,. Il est le neveu du leader[style à revoir] méthodiste John Wesley.
Il arrive aux États-Unis avec sa famille à l'âge de quatre ans. Il vit d'abord à Philadelphie, avant de s'installer à New York.
Il se lance dans la peinture en 1801. Jusqu'en 1820, John Wesley Jarvis est le portraitiste le plus en vue de New York. Il est l'un des premiers peintres américains à se soucier du détail anatomique. Il fait breveter une machine permettant de dessiner des profils et fait fortune en réalisant des silhouettes dorées. Au sommet de son succès, il est chargé de peindre une série de portraits des héros de la guerre anglo-américaine de 1812 pour l'hôtel de ville de New York,.
Après 1820, ses habitudes financières imprudentes et son train de vie fastueux finissent par avoir raison de sa fortune et sa carrière. Il meurt dans la misère le 12 janvier 1840 à New York,.

## Œuvre
On peut voir ses peintures à la New-York Historical Society et au Metropolitan Museum of Art.
Sa toile Black Hawk and his Son Whirling Thunder (1833) montre l'acculturation des Amérindiens : le père porte le costume occidental. Jarvis représente les deux personnages comme il aurait peint des notables blancs.